# Fran Hevia
Francisco Agustín Rosales Hevia (11 de agosto de 1986, Estado de México), conocido como Fran Hevia, es un comediante de stand up, director, escritor, productor y periodista. También es conocido como “El lobo de Fud”.

## Biografía
Estudió la carrera de Ciencias de la Comunicación en el Instituto Tecnológico y de Estudios Superiores de Monterrey.
Es conocido por sus atributos físicos principalmente y por ser escritor y realizador en diversos proyectos de comedia como La familia P. Luche, Vecinos, transmisiones para La Copa del Mundo, La Jugada, de Televisa Deportes; además de realizar varios contenidos en otros medios.
Como comediante ha participado en los programas mexicanos STANDparados con Adal Ramones, Comedy Central Presenta, Comedy Central Stand Up y seis temporadas de La Culpa es de Cortés, por Comedy Central para toda Latinoamérica. También es conocido por participar en el programa de televisión de Grupo Imagen Ya ni llorar es bueno junto a Gon Curiel, donde presentó varios personajes; así como en La Resolana de TV Azteca. 
Cuenta con dos especiales de comedia: “Se me hizo fácil” (2016) (o #semehizofácil), considerado el primer álbum de comedia stand up en habla hispana, alcanzando la distinción de disco de oro; “En el acto” (2019) es su segundo especial grabado en el Lunario de la CDMX. Actualmente se encuentra preparando su nuevo tour: “Apocalipsis”. 
Interpretó a Popeye en la película ¿Quién mató a Julio César?, además de escribir, dirigir y participar en programas como Drunk History, Duelo de Comediantes y Se rentan cuartos por Comedy Central Latinoamérica.  
Como periodista, ha sido colaborador y crítico en publicaciones como Cine Premiere y Vice México.
Desde el 2020 hasta la fecha, ha participado en diversos contenidos de internet, como “La Liga de los Súper Cuates” con Alex Fernández, “Por el placer” con Isabel Fernández y desde 2013 en “El Súper Show Está Genial, cómo no!” junto a Juan Carlos Escalante, el pxtx genio.
En 2021 ingresó como parte del colectivo de comediantes Wefam, junto a Ricardo O'farrill, Lalo Elizararrás, entre otros.
Es el creador de la serie "Ninis" para la plataforma de  streaming HBO Max. 
Durante marzo y abril de 2024, tuvo una corta participación en la edición 2024 del famoso programa Masterchef Celebrity, siendo eliminado en el cuarto episodio de la temporada después de un reto de eliminación donde otra competidora, Ferka, lo saboteo al traerle insumos desconocidos para el también Lobo de Fud. 
Actualmente se desempeña como coconductor del programa de radio “La Caminera” de Exa FM 104.9, alcanzando altos niveles de audiencia en toda la República Mexicana.

## Discografía
Álbumes
- Se me hizo fácil (2016)[7]
- En el acto (2019)[7]

Compilados
- 7 machos (2017)[7]
- Callback: Stand up comedy (2017)[7]

Sencillos
- Fumo crack (2020)[7]
- Estoy empapadx (2020)[7]
- Apocalipsis (2021)[7]